# Joseph Blin
Pour les articles homonymes, voir Blin.
Joseph Marie Jacques Blin, né en 1764 et mort à Rennes le 12 juillet 1834, est un homme politique français, député républicain.
Directeur de la Poste aux lettres de Rennes, Joseph Blin est élu député d'Ille-et-Vilaine au Conseil des Cinq-Cents sous le Directoire. Républicain, il s'oppose au coup d'État du 18 brumaire en proposant que les troupes de Bonaparte soient réunies à la garde de l'Assemblée. Il est exclu du Corps législatif.
En 1815, pendant les Cent-Jours, il crée et préside la Fédération de Bretagne, rédige le Pacte fédératif et s'oppose à la Restauration. Il est révoqué de la fonction publique à la Seconde Restauration.

## Biographie
Joseph Blin, né à Rennes le 31 mars 1764, est le troisième fils de Jacques Bonaventure Blin, démonstrateur royal en chirurgie à Rennes, conseiller général, et de Françoise-Yvonne Forestier de Villeneuve, fille de l'architecte François Forestier de Villeneuve. Il est le petit-fils du maître chirurgien Pierre Blin. Ses deux frères sont le futur médecin Jean-Charles Blin et le futur député François-Pierre Blin.
Enthousiasmé par la Guerre d'indépendance des États-Unis, Joseph Blin s'enrôle à seize ans au régiment d'Auvergne et sert aux Antilles. Il revient en France après la paix de 1783, entre dans les aides, dans les Fermes de Bretagne à Rennes en 1788,.

### Acteur de la Révolution
En 1789, il fait partie des premiers acteurs de la Révolution à Rennes ; il participe aux émeutes de janvier 1789 et y est blessé pendant les journées du 26 et du 27. Il a beaucoup d'influence sur la jeunesse étudiante en Bretagne. Élu député de Rennes en 1790 à la fédération de Pontivy, il fait ensuite partie des signataires de l'adresse au roi. Il devient administrateur du département d'Ille-et-Vilaine. Il est en 1791 receveur du timbre extraordinaire.
Volontaire aux armées en 1792, sa compagnie de grenadiers l'élit capitaine par acclamations. Passant par Reims, il y sauve à la tête de sa compagnie un prêtre qui allait être brûlé par la population. Il combat à l'armée du Rhin contre les Prussiens. Il y est deux fois blessé.
De retour à Rennes en février 1793, il est nommé directeur de la poste aux lettres de la ville. Capitaine de grenadiers en avril 1793, il est blessé à la bataille de Legé.

### S'oppose à Carrier
Revenu à Rennes, il y fait partie du Comité de salut public, et de la commission des Cinq qui veulent résister à la Montagne,,. Fervent partisan de la Révolution, il s'oppose aussi à ses excès en intervenant vigoureusement en 1793 contre les projets répressifs du représentant Jean-Baptiste Carrier, qui réclame et obtient alors son arrestation ; Blin est emprisonné, puis libéré sous la pression des républicains rennais,. Joseph Blin obtient ensuite que Carrier parte de Rennes. Il est surnommé « le sauveur de la cité ».

### Député
Lors d'une élection partielle, Joseph Blin est élu le 26 germinal an VI (5 septembre 1797) député d'Ille-et-Vilaine au Conseil des Cinq-Cents. Il y manifeste à plusieurs reprises son patriotisme et son anti-royalisme, et combat souvent la politique du Directoire. Il appuie cependant le projet pour la surveillance des journaux, et fait en décembre 1798 un rapport sur les conscrits chefs de commerce. Il vote pour la détention des émigrés naufragés, s'oppose à la conduite du général Schérer ; en août, et le 14 septembre 1799, il attire l'attention sur les dangers qui menacent la république et demande la permanence du corps législatif.
Il s'oppose au coup d'État du 18 brumaire, en demandant de voter que les troupes amenées par Bonaparte soient réunies à la garde du Corps législatif. Lucien Bonaparte, président du Conseil des Cinq-Cents, s'y oppose. Après le coup d'État, exclu du Corps législatif, Blin reprend à Rennes ses fonctions de directeur de la poste.

### Président de la Fédération de Bretagne
Lors des Cent-Jours, des fédérations régionales sont créées pour soutenir le régime. Le 23 avril 1815, Joseph Blin est élu président de la fédération des cinq départements de la Bretagne, qui donne l'exemple aux autres fédérations. La nuit suivante, il préside à la rédaction du pacte fédératif, rappelant que la Bretagne avait déployé la première l'étendard de la liberté, et cherchant à s'opposer à l'invasion étrangère. Joseph Blin reçoit alors la Légion d'honneur pour son action de fondateur de la fédération. Mais celle-ce reçoit peu d'adhésions et beaucoup d'oppositions. Blin y joue un rôle de modérateur, empêchant les fédérés de s'en prendre aux royalistes locaux, et leur ordonne finalement de mettre bas les armes à la Seconde restauration. Il est révoqué de la direction des postes à la Seconde Restauration, en raison de son attitude fortement anti-royaliste,,, mais il conserve l'intégralité de son traitement, pour avoir ramené la paix en ayant ordonné la fin du mouvement.
Il décline la place qu'on lui offre en 1830. Il est mort à Rennes en 1834.

### Famille
Joseph Blin épouse Louise Marie Olive Mazères (1775-1865), tante de l'amiral Louis Mazères.
- Ils sont les parents[13],[3] de :
  - Trois garçons morts jeunes.
  - Marie-Caroline Blin qui épouse le médecin Alexandre Bertrand (1795-1831) ; ils sont les parents de l'archéologue Alexandre Bertrand, du mathématicien Joseph Bertrand, et de la femme du mathématicien Charles Hermite.
  - Manette Blin qui épouse le naturaliste et explorateur François Désiré Roulin (1796-1874).

Joseph Blin est le frère de François-Pierre Blin (1756-1834), député aux États généraux de 1789 et à l'Assemblée constituante, et du médecin Jean-Charles Blin.

### Distinctions et hommages

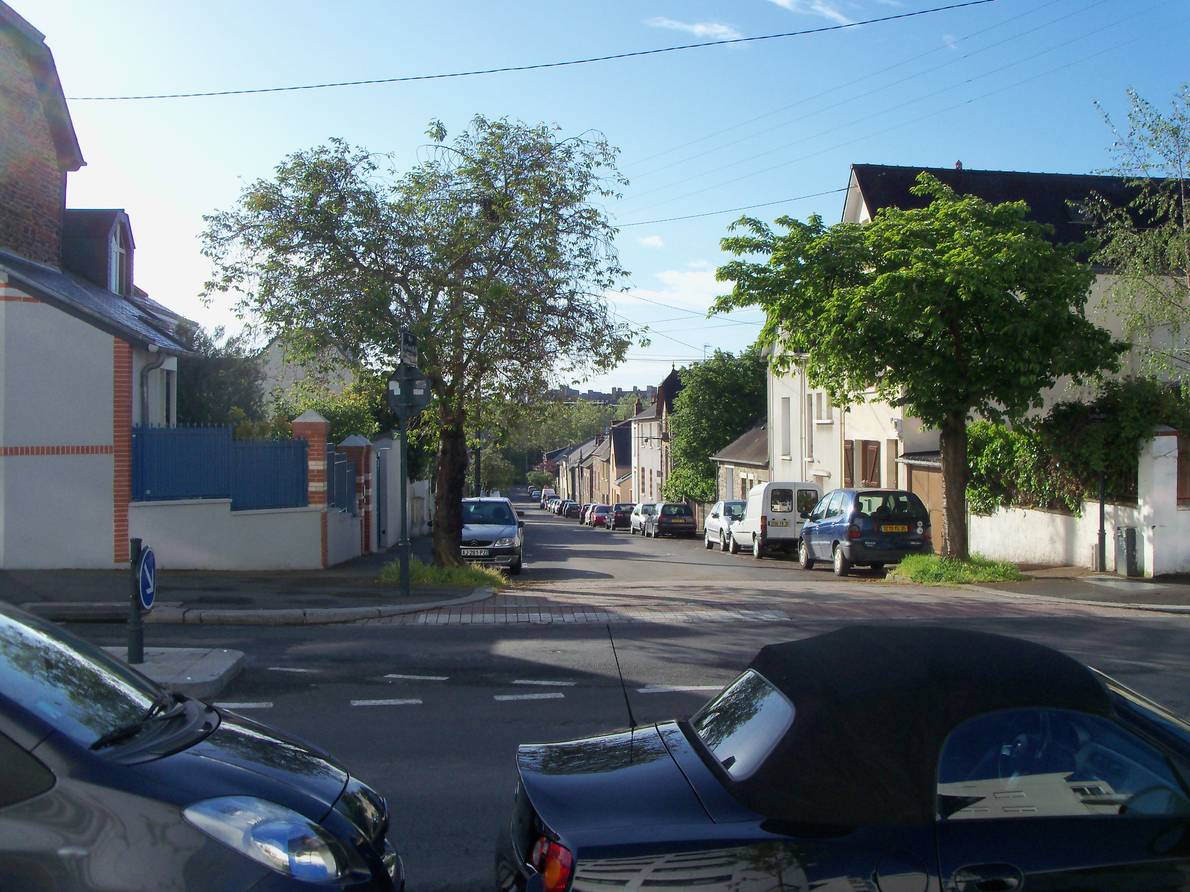
La rue des Frères Blin, à Rennes, porte son nom et celui de ses frères.

- Chevalier de la Légion d'honneur, 1815.
- Rue à Rennes : c'est en l'honneur de Joseph et de ses deux frères les médecins François-Pierre Blin et Jean-Charles Blin qu'est nommée la « rue des Trois frères Blin » à Rennes, maintenant appelée la « rue des Frères Blin ».

## Œuvres
Les écrits de Blin sont des professions de foi politiques, des rapports et motions parlementaires, et relatifs à son pacte fédératif.
- Opinion de Blin, représentant du peuple, sur la liberté de la presse, Paris, Vatar-Jouannet, s.d. (v. 1798).
- Motion d'ordre par Blin sur l'établissement national de Liancourt, Corps législatif, Conseil des Cinq-Cents, séance du 24 messidor an VI, Paris, Impr. nationale, thermidor an VI.
- Rapport fait par Blin sur les opérations des assemblées primaires de Châteauroux..., Corps législatif, Conseil des Cinq-Cents, séance du 12 thermidor an VI, Paris, Impr. nationale, thermidor an VI.
- Rapport fait par Blin, relatif aux militaires acquéreurs des biens nationaux, Corps législatif, Conseil des Cinq-Cents, séance du 19 frimaire an VII, Paris, Impr. nationale, nivôse an VII.
- Rapport, fait par Blin, relativement aux conscrits, Corps législatif, Conseil des Cinq-Cents, séance du 19 frimaire an VII, Paris, Impr. nationale, nivôse an VII ; Sur une proposition du député Sherlock tendant à autoriser les conscrits chefs d'entreprises de commerce à se faire remplacer, à garantir à ceux qui étaient simples commis leurs places à leur retour, etc..
- Rapport fait par Blin sur un message du Directoire exécutif tendant à autoriser l'échange d'un terrain appartenant à la commune de Delle..., Corps législatif, Conseil des Cinq-Cents, séance du 18 messidor an VII, Paris, Impr. nationale, messidor an VII.
- Motion d'ordre de Blin sur un arrêté du ministre des finances qui assujettit au timbre les reconnaissances délivrées aux bureaux des postes, Corps législatif, Conseil des Cinq-Cents, séance du 19 messidor an VII, Paris, Impr. nationale, messidor an VII.
- Les citoyens de Nantes, Rennes et Vannes, et les écoles de droit et de chirurgie de ces mêmes villes à leurs concitoyens les bretons – Pacte fédératif, 24 avril 1815, 8 p.
- Fédération bretonne (signé : Blin, Rouxel-Langotière, Gaillard de Kerbertin, Binet aîné.), Paris, impr. de J.-R. Lottin, 1815 ; extrait du Moniteur du 30 avril 1815.